# Wilkinsonův katalyzátor
Wilkinsonův katalyzátor je běžně používaný název pro chloridotris(trifenylfosfan)rhodium, komplexní sloučeninu rhodia se vzorcem [RhCl(P(C6H5)3)3]. Jedná se o hnědočervený prášek rozpustný v uhlovodících a ještě lépe v tetrahydrofuranu a chlorovaných rozpouštědlech jako je dichlormethan. Používá se jako katalyzátor při hydrogenaci alkenů. Používání této látky zpopularizoval britský chemik Geoffrey Wilkinson, po kterém je také pojmenována.
V minulosti se Wilkinsonův katalyzátor používal při polarizační spektroskopii indukované paravodíkem za účelem určit vlastnosti některých reaktivních látek, nebo při jedněch z prvních podrobných kinetických výzkumech mechanismu katalytických reakcí. Katalytické a kinetické studie s využitím Wilkinsonova katalyzátoru měly také značný význam v následném rozvoji kationtových katalyzátorů asymetrické hydrogenace založených na rutheniu a rhodiu, který vedl k vývinu moderní asymetrické katalýzy.

## Struktura a vlastnosti
Pomocí rentgenové krystalografie bylo zjištěno, že tato látka má mírně narušenou rovinnou čtvercovou strukturu.
Z hlediska vazeb se jde o komplex jednomocného rhodia, tedy přechodného kovu s osmi d elektrony. Z hlediska pravidla 18 elektronů každý ze čtyř ligandů dodává po dvou elektronech, což je celkem 16 elektronů, a sloučenina je tedy elektronově nenasycená, v roztocích tedy prochází prudkou výměnou jak uvnitř molekuly (jedna z trifenylfosfinových skupin je nestabilní a neustále přechází mezi koordinační sférou rhodia a roztokem, tato rovnováha je ovšem výrazně posunuta ve prospěch výchozího komplexu, rovnovážná konstanta činí přibližně 10−5) tak i mezi molekulami.

## Příprava
Wilkinsonův katalyzátor se obvykle připravuje reakcí hydrátu chloridu rhoditého s přebytkem trifenylfosfinu v ethanolu. Trifenylfosfin slouží jako dvouelektronové redukční činidlo které samo zvyšuje své oxidační číslo z III na V. V průběhu přípravy se tři ekvivalenty trifenylfosfinu stanou ligandy ve výsledném produktu, zatímco čtvrtý zredukuje trojmocné rhodium na jednomocné:
RhCl3(H2O)3 + 4 P(C6H5)3 → RhCl[P(C6H5)3]3 + OP(C6H5)3 + 2 HCl + 2 H2O

## Použití

### Hydrogenace alkenů
Wilkinsonův katalyzátor se nejčastěji využívá k homogenní katalýze hydrogenace alkenů molekulárním vodíkem. Reakce začíná disociací jednoho nebo dvou trifenylfosfinových ligandů za vzniku čtrnáctielektronových či dvanáctielektronových komplexů, následně proběhne oxidační adice vodíku na kov, poté dojde k π komplexaci alkenu, migračnímu vložení (vnitromolekulárnímu přesunu hydridu nebo vložení alkenu) a po redukční eliminaci se vytvoří konečný alkanový produkt; například tak, jak je znázorněno na následujícím obrázku:
Rychlost hydrogenace je nejvíce ovlivňována mírou substituce alkenu, jelikož je určujícím krokem mechanismu migrační vložení, které při je velkém sterickém odporu v okolí kovového centra obtížné. Dobrými substráty bývají koncové a disubstituované alkeny, zatímco více stericky zatížené se hydrogenují pomaleji. Hydrogenace alkynů je problematická, jelikož mají alkyny snahu redukovat se na alkany za vzniku cis-alkenu jako meziproduktu. Ethen s Wilkinsonovým katalyzátorem reaguje za tvorby RhCl(C2H4)(P(C6H5)3)2, ovšem není substrátem hydrogenace.

### Ostatní katalytické reakce
Wilkinsonův katalyzátor také katalyzuje mnoho dalších hydrofunkcionalizačních reakcí jako jsou hydroacylace, hydroborace a hydrosilylace alkenů. Hydroborace byly zkoumány pomocí katecholboranu a pinakolboranu. Též může sloužit k hydrosilylaci alkenů.
Za přítomnosti vodíku a silné zásady Wilkinsonův katalyzátor vytváří reaktivní rhodné sloučeniny s vyšší aktivitou při hydrogenaci vnitřních alkenů a funkcionalizovaných trisubstituovaných alkenů.

## Reakce
Wilkinsonův katalyzátor reaguje s oxidem uhelnatým za vzniku bis(triphenylfosfin)rhodiumkarbonylchloridu, který lze rovněž získat dekarbonylací aldehydů;
RhCl[P(C6H5)3]3 + RCHO → RhCl(CO)(P(C6H5)3)2 + RH + P(C6H5)3
při míchání v benzenovém roztoku se přeměňuje na málo rozpustný červeně zbarvený dimer [RhCl(P(C6H5)3)2]2, což je projevem nestability trifenylfosfinových ligandů; za přítomnosti zásady, H2 a nadbytku trifenylfosfinu se mění na hydridotetrakis(trifenylfosfin)rhodium(I) (HRh[P(C6H5)3]4). Tento 18elektronový komplex je také aktivním katalyzátorem hydrogenace.